# Lerkendal Stadion
Lerkendal Stadion er et fodboldstadion i Trondheim i Norge, der er hjemmebane for Tippeliga-klubben Rosenborg BK. Stadionet har plads til 21.620 tilskuere, og er dermed det næststørste i Norge efter nationalstadionet Ullevaal i Oslo. Det blev indviet den 10. august 1947.

## Eksterne links
- Stadioninfo (Webside ikke længere tilgængelig)

63°24′45″N 10°24′18″Ø / 63.41250°N 10.40500°Ø